# Kobori Tomoto

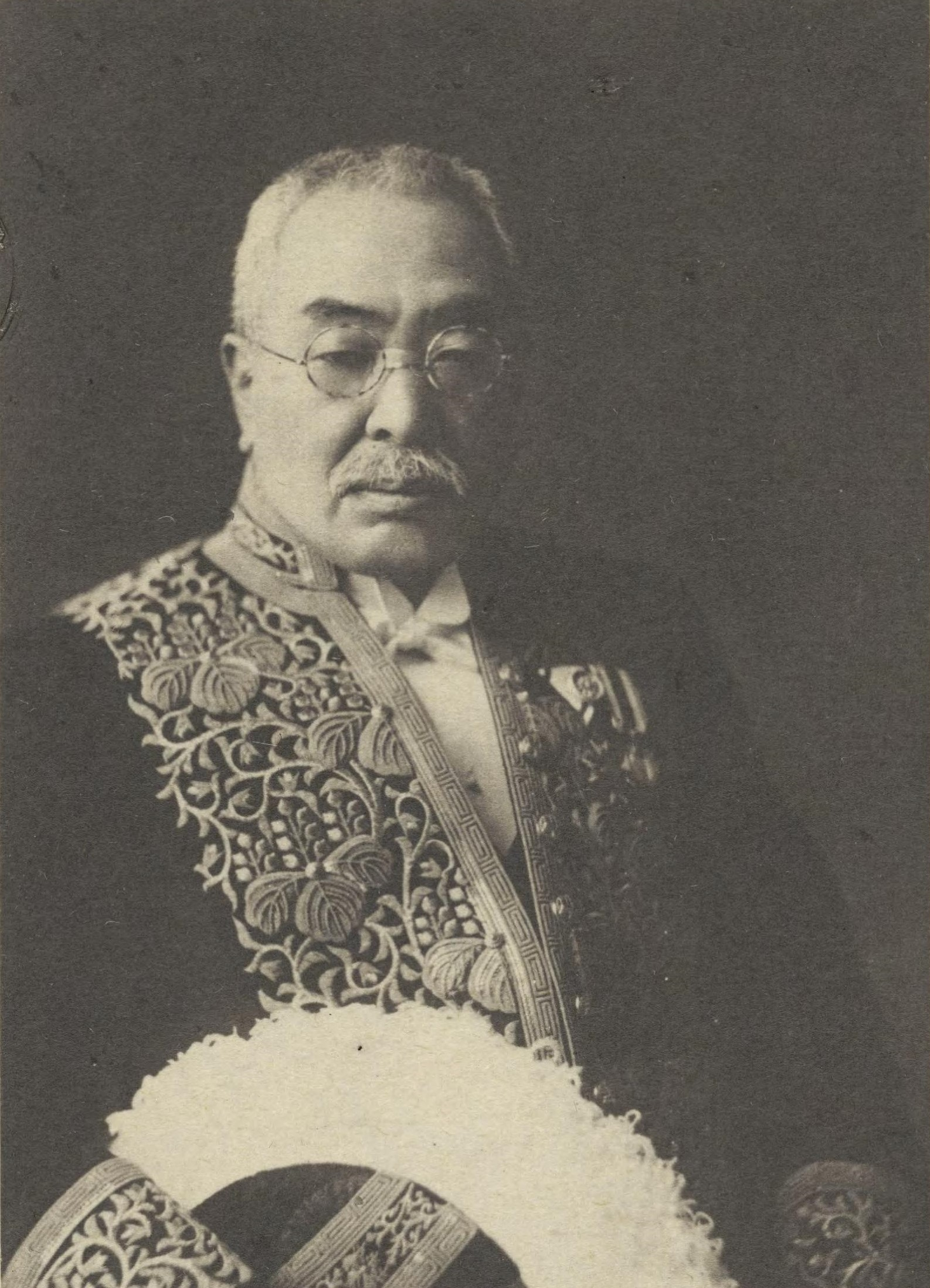
Kobori Tomoto

Kobori Tomoto (japanisch 小堀 鞆音; geboren 26. März 1864 in der Provinz Shimotsuke; gestorben 1. Oktober 1931) war ein japanischer Maler des Nihonga-Stils.

## Leben und Werk
Kobori Tomoto erlernte die Anfangsgründe Malerei unter seinem Vater. Geboren in der Familie Sudō wurde er 1883 Oberhaupt der Familie Kobori. 1884 ging er nach Tōkyō und wurde Schüler von Kawasaki Chitora (川崎 千虎; 1837–1902). Dort studierte er die Hof-Etikette und die Yamato-e-betonte Richtung der Tosa-Schule.
Er stellte Kunstkopien für Museen her und verfertigte nebenbei Illustrationen für das Jugendmagazin „Shōkumin“ (少国民). 1891 beteiligte er sich an der von Okakura Kakuzō betriebenen Gründung der „Nihon Seinen Kaiga Kyōkai“ (日本青年絵画協会), der „Vereinigung junger Künstler Japans“. 1896 trat er der „Nihon Kaiga Kyōkai“ (日本絵画協会) bei. Im folgenden Jahr zeigte er auf deren Ausstellung das Bild „Bushi“ (武士) – „Krieger“ aus und erhielt dafür eine Bronze-Medaille.
1897 wurde Kobori Assistenzprofessor an der „Tōkyō bijutsu gakkō“ (東京美術学校), einer der Vorläufereinrichtungen der heutigen Universität der Künste Tokio. Er schied aber schon ein Jahr später aus, folgte dem verärgert ausscheidenden Okakura Kakuzō und beteiligte sich an der Gründer der privaten Kunstschule Nihon Bijutsuin. 1902 gründete er die „Rekishi Fūzoku Gakai“ (歴史風俗画会), eine Vereinigung der Künstler, die sich mit geschichtlichen Darstellungen beschäftigte.
1908 nahm Kobori die Arbeit an der staatlichen Kunsthochschule wieder auf. Er war an der staatlichen Ausstellungsreihe „Bunten“ von Anfang an als Gutachter beteiligt. 1917 wurde er Kunstberater (帝室技芸員, Teishitsu gikei-in) am Kaiserlichen Hof und 1919 Mitglied der Akademie der Künste. Für die 1929 eröffnete Meiji-Gedächtnisgalerie war er der einzige Künstler, der nicht wie üblich um ein Bild gebeten wurde, sondern um drei. 1929 wurde er Mitglied einer Kommission zum Schutz der Nationalschätze (国宝保存会. Kokuhō hoson-kai).
Kobori leistete einen Beitrag zur Modernisierung des Stils des Yamato-e und zur Weiterentwicklung der Geschichtsmalerei. Beispielhafte Bilder sind „Ujibashi Gossen“ (宇治橋合戦) – „Schlacht an der Uji-Brücke“, „Tsunemasa Chikubushima-mairi kago“ (経政竹生島参籠) – „[Taira no] Tsunemasa  besucht Chikubu-shima mit einem Darbietungskorb“ und „Kiyomaro mai Usa“ (清麿詣宇佐) – „[Minamoto no] Kiyomaro pilgert zum Usa-Schrein“.
Zu Koboris Schülern gehörten Yasuda Yukihiko, Kawasaki Shōko, Isoda Chōshū, Torii Kotondo, Koyama Eitatsu.

## Bilder

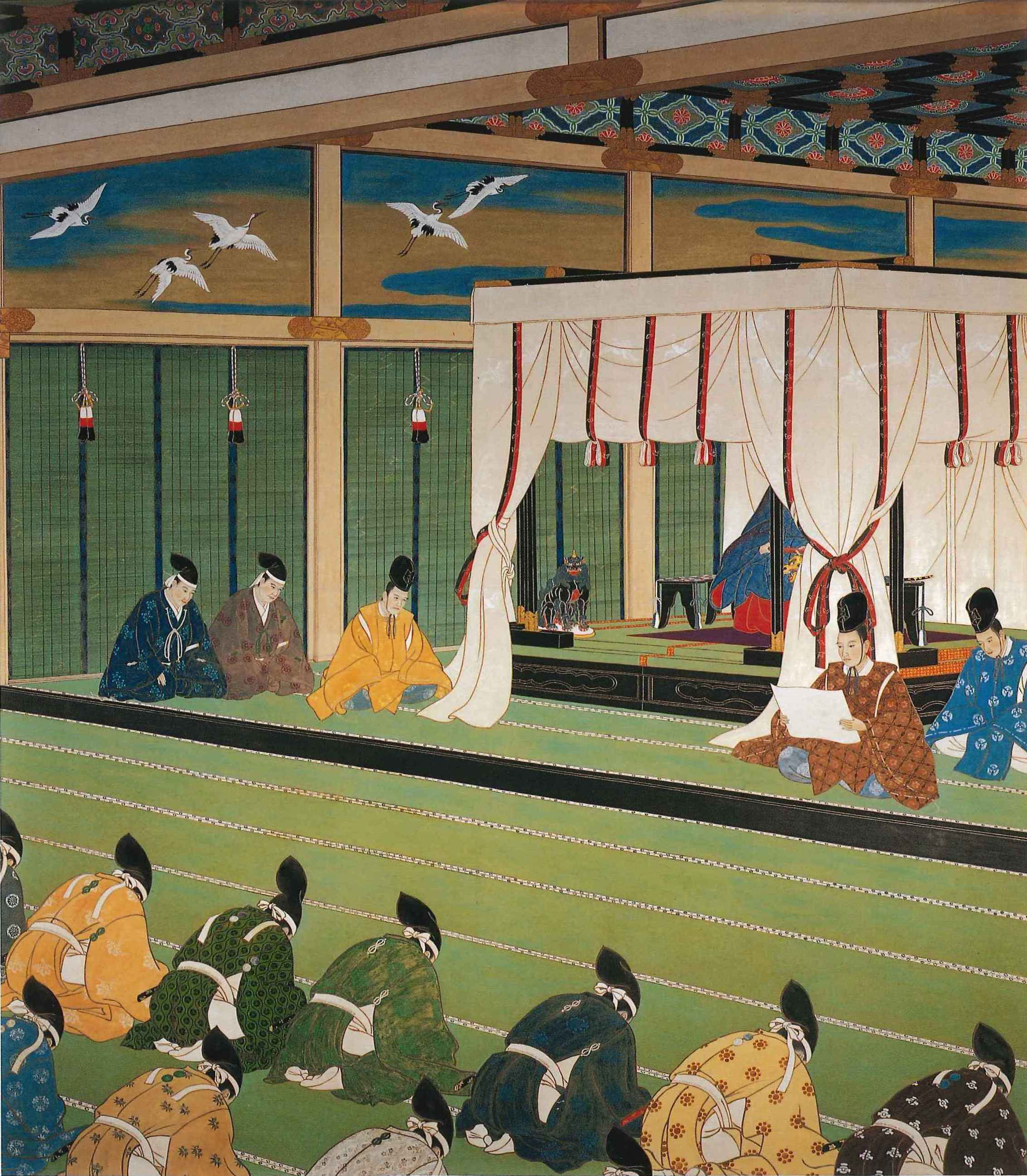
Abschaffung der Han
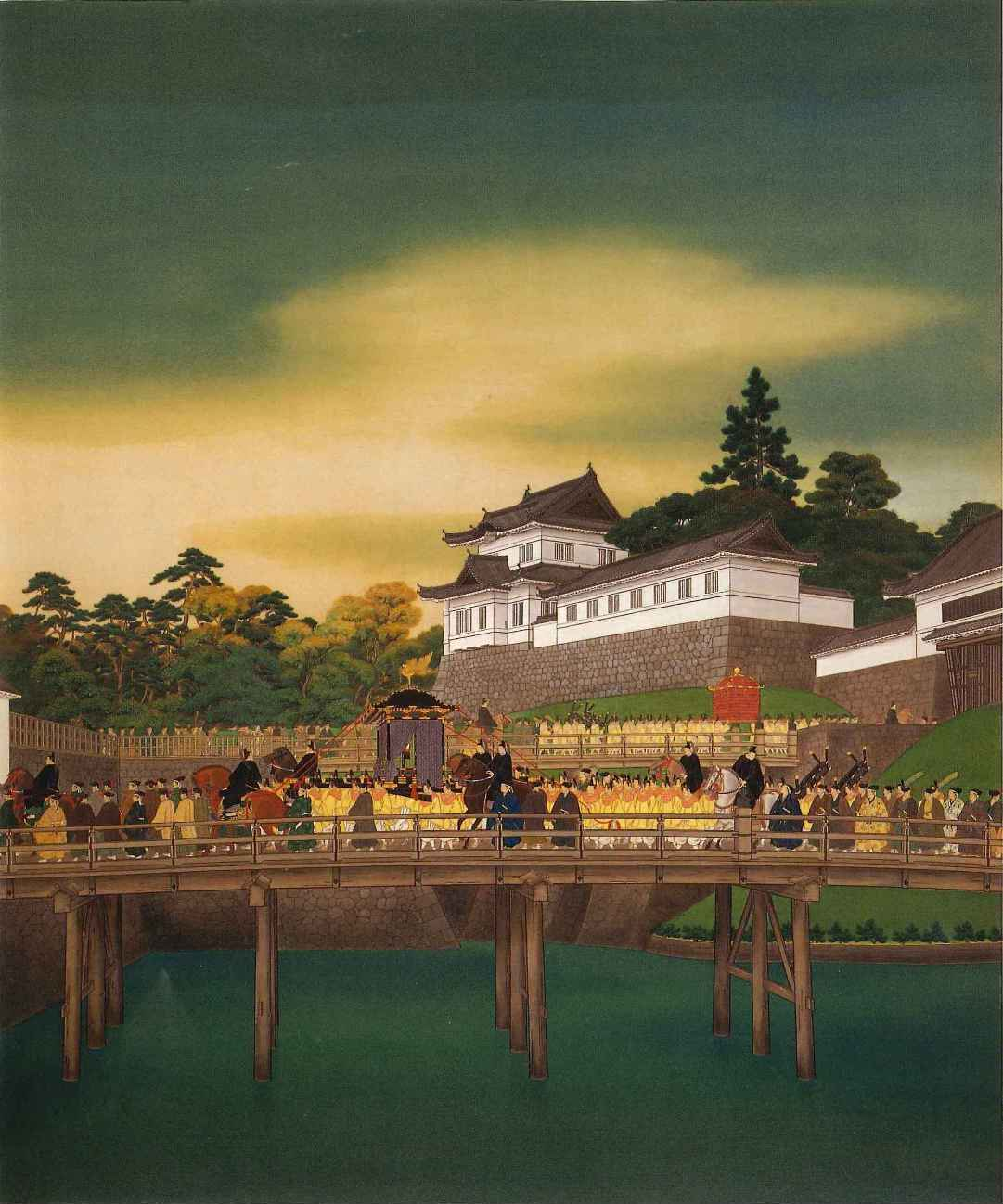
Ankunft des Kaisers in Tōkyō
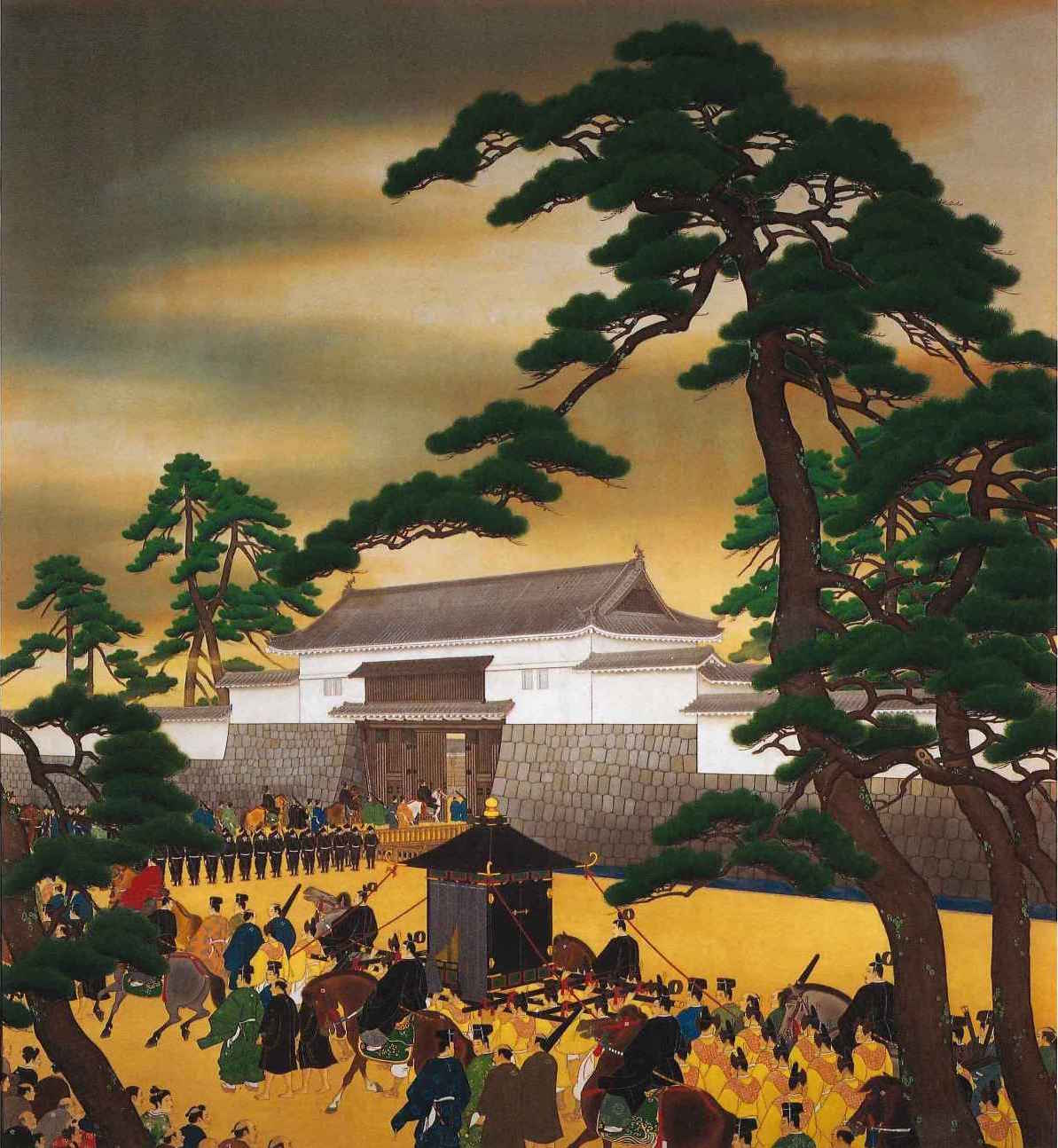
Besuch des Kaisers beim Dajokan
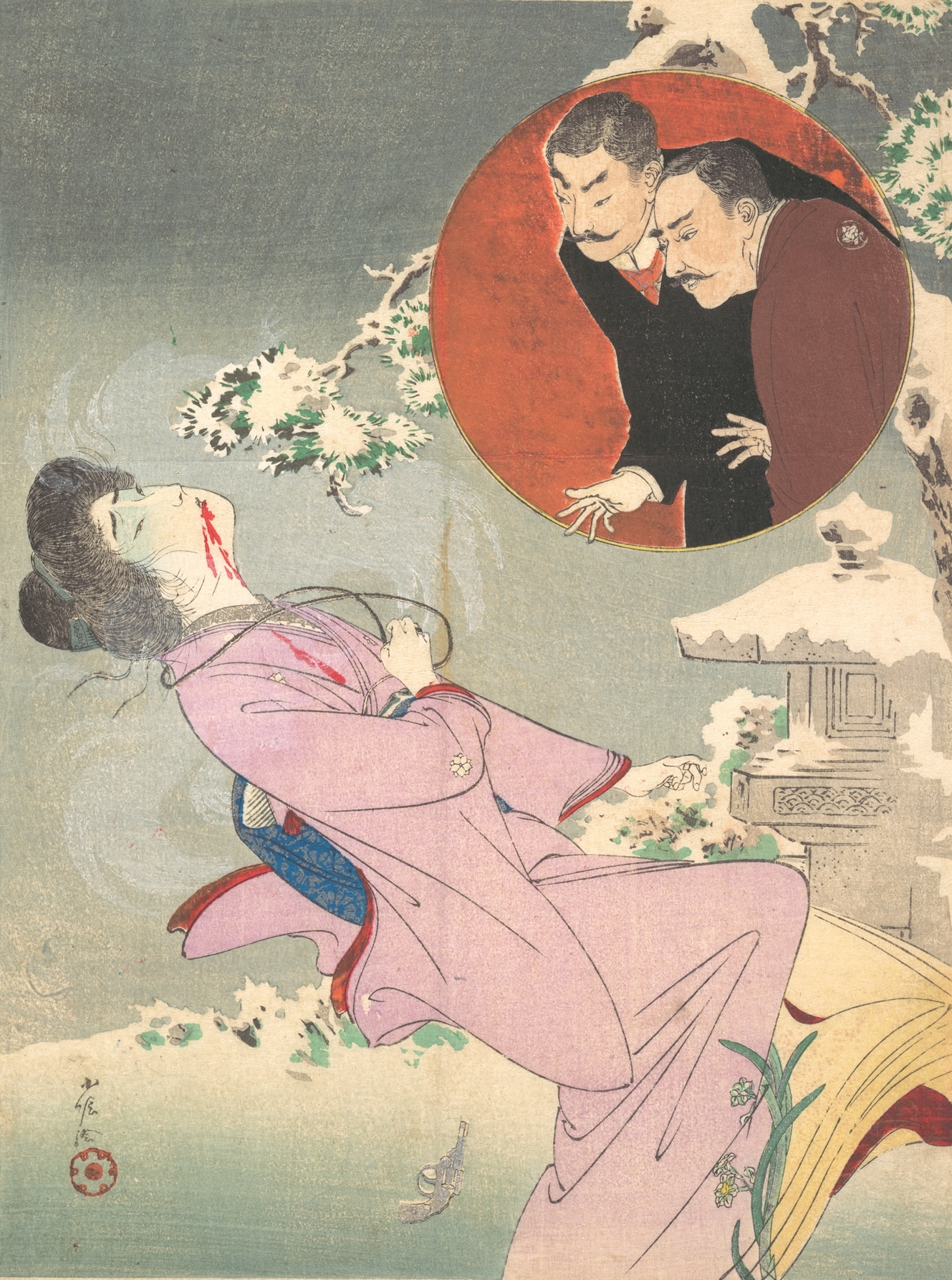
Eine Tragödie
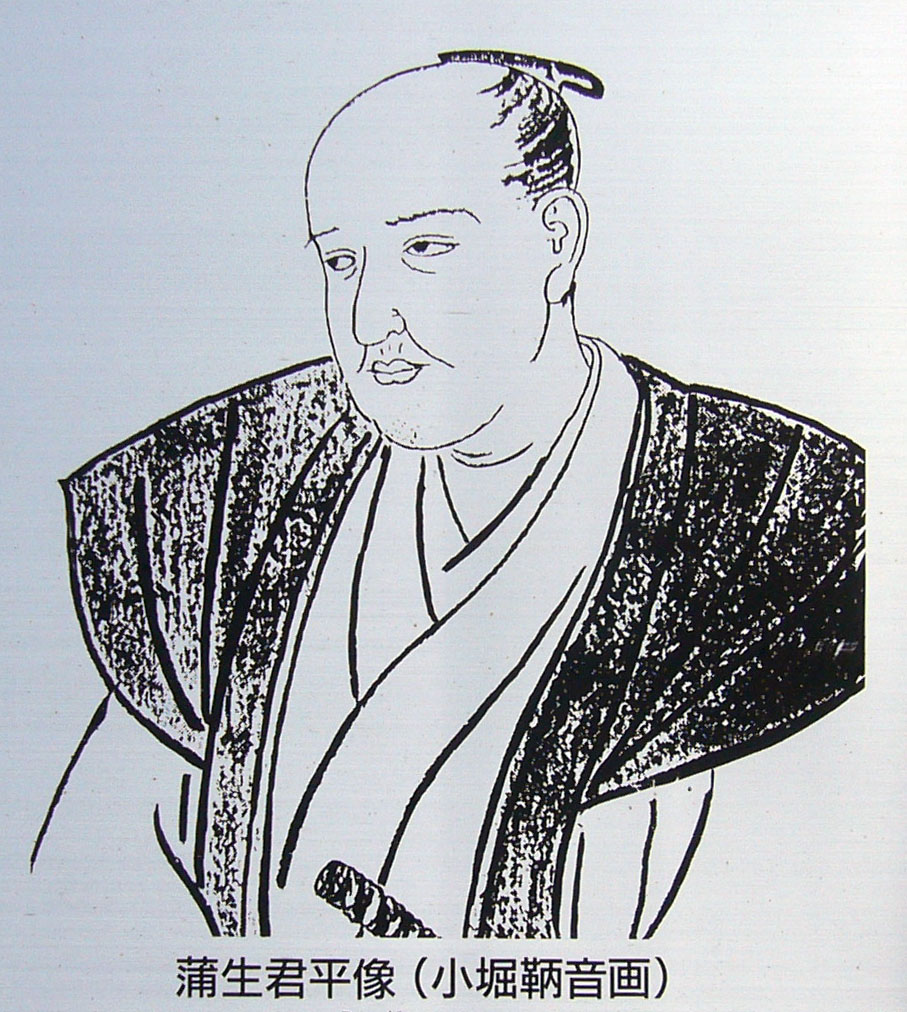
Gamō Kumpei